# Santuario di Nostra Signora di Tuscia
Il santuario di Nostra Signora di Tuscia è un luogo di culto cattolico situato nella località di Noceto nel comune di Isola del Cantone, nella città metropolitana di Genova.

## Storia e descrizione
Il santuario è ubicato lungo la strada di collegamento tra la frazione di Montessoro con Vobbietta nei pressi del greto del torrente Vobbia. Secondo la tradizione religiosa un primo culto verso la Madonna del Tuscia avvenne nel 1610 quando il locale contadino Giovanni Battista Mutto iniziò l'edificazione di un'edicola per la deposizione e adorazione di una statuetta della Madonna della Misericordia.
Poiché per la sua costruzione non fu chiesta nessuna autorizzazione al barone Spinola, feudatario del borgo di Montessoro, la leggenda popolare racconta che lo stesso nobile si recò in loco per abbattere il pilone votivo, ma una pericolosa caduta a cavallo nel greto del torrente Tuscia, alla quale il barone si salvò "miracolosamente", distolse lo stesso dall'abbattimento.
Ancora la devozione religiosa verso la Madonna del Tuscia attribuisce la protezione del paese contro il colera nel 1835. La cappelletta seicentesca fu quindi ampliata nel corso del 1843 che portarono il nuovo edificio ad avere una struttura ad unica navata e con un attiguo campanile con cupola a cipolla.
All'interno della chiesa è custodita l'immagine di Nostra Signora di Tuscia (Santa Maria bambina) mentre la seicentesca statuetta è posizionata in una nicchia sulla facciata esterna dell'edificio.La vetrata dietro l'altare fu realizzata dal maestro d'arte vetraria Luigi Costa di Alessandria
Annualmente vi si svolge una festa religiosa il giorno 8 settembre.